# Перехресний
Перехре́сний — село в Жденіївській селищній громаді Мукачівського району Закарпатської області України. Населення становить 360 осіб.
У 1600-році вперше згадується як Perekreszt.
Інші згадки: 1630 — Perekrefzt, 1645 — Prekrasznye, 1773 — Perekreszna, 1913 — Pereháza.

## Релігія
храм Вознесіння Господнього. 1947.
Священик Симон Сучанський служив у Перехресному ще в 1640 р. З того ж часу походила чудова триверха бойківська церква св. Михайла, пізніше присвячена Введенню пр. богородиці. Центральний зруб мав три яруси, а бічні зруби — по два яруси.
В урбаріальних записах 1699 р. було записано, що «церква спустошена, вірники ходять у Буковець, парохіальна ділянка перейшла знову до селян». Церкву відбудували (за іншими даними, збудували), можливо, в XVIII ст. за священика Федора Плетяковича. З приходом радянської влади 9 січня 1953 р. церкву зняли з реєстрації діючих церков. Чудова пам'ятка була розібрана селянами в 1967 р. Кращі бруси пішли комусь на стайню, а все інше спалили.
У траві видніється підмурівок, який вказує на приблизні розміри церкви: вівтарний зруб — 4,5: 3 м, нава — 5,5: 4,5 м, бабинець — 4,5: 3 м. Зображення церкви збереглося в працях В. Січинського (1927 р.) та І. Краля (1924 p.).
На старих іконах збереглися написи: на іконі «Розп'яття» — «СЕЙ ОБРАЗЪ СОВЕРШИЛСЯ Р. Б. АΨξЄ (1765)»; під празниками — «…ЗРОБИТИ РАБЪ БОЖІЙ…БИНЪДАС І ЖЕНОЮ».
Написи на церковних книгах донесли до нас імена людей, що облаштовували стару церкву. Анфологіон купив Сеньків син Федір із сином Михайлом і дружиною Гафою і невісткою Марією до перехреснянського храму св. Михайла. Требник купила Анна Биньдасовинька, а в іншому місці написано, що «сію книгу требник купив отець Григорій Подполозький за золотих 8 угорських року 1709 місяця августа дня 1».
Нову дерев'яну церкву збудував майстер Дмитро Вайнагій з села Нанкова Хустського району, про що свідчить напис у вежі: «1947 Будовано Дмитрійем Вайнагій». Збудовано її в стилі, подібному до стилю мурованих церков, але благородство дерева як матеріалу робить споруду привабливою. До церкви перевезли розкішний іконостас та ікони із закритого малоберезнянського монастиря.
Намісна ікона «Вознесіння» вже нова, виконана на замовлення Юрія Щербея в 1963 р. На вежі 4 дзвони, два з яких відлив Ф. Еґрі в 1925 р. Великий дзвін виготовлено в Пряшеві в 1875 p., а найменший у 1797 р.

## Туристичні місця
- храм Вознесіння Господнього. 1947.
- мінеральні джерела

## Населення
Згідно з переписом УРСР 1989 року чисельність наявного населення села становила 379 осіб, з яких 182 чоловіки та 197 жінок.
За переписом населення України 2001 року в селі мешкало 357 осіб. 100 % населення вказало своєю рідною мовою українську мову.